# Nicolas Breuillard
Nicolas Breuillard (né le 13 mars 2000) est un coureur cycliste français. Il est membre de l'équipe Saint Michel-Mavic-Auber 93.

## Biographie
Originaire d'Ansouis (Vaucluse), Nicolas Breuillard s'intéresse rapidement au vélo par l'intermédiaire son père, lui-même cycliste au niveau amateur. Il commence à pratiquer ce sport vers l'âge de sept ans, sous les couleurs du Véloroc Cavaillon. Au début de sa carrière, il se consacre exclusivement au VTT,. 
Son année 2017 est endeuillée par un drame. Alors qu'il s'entraînait sur la route, il est victime d'un accident de la circulation avec deux de ses amis, eux aussi coureurs cyclistes. L'un d'entre eux, Diego Vivancos, meurt des suites de ses blessures. Marqué par ce décès, il met beaucoup de temps à s'en remettre. Il parvient tout de même à poursuivre la compétition, sans oublier le souvenir de son ami. 
À partir de 2018, il délaisse le VTT pour participer à davantage de courses sur route. Chez les juniors, il obtient une victoire d'étape sur une épreuve fédérale. Il réalise ensuite ses débuts dans la catégorie des espoirs. Ses deux premières années sont néanmoins perturbées par une fracture de la main, puis par la pandémie de Covid-19, qui interrompt une bonne partie du calendrier. 
En 2022, il entame sa troisième saison avec l'AVC Aix-en-Provence. Victime d'une blessure au genou, il est éloigné des compétitions pendant plusieurs mois. Il ne fait son retour à la compétition qu'au mois de juin, tout en ayant pris le temps de valider une licence STAPS. Fin juillet, il montre ses qualités de grimpeur en terminant quatorzième du Tour Alsace. Dix jours plus tard, il crée la sensation en devenant champion de France sur route espoirs, alors qu'il ne figurait pas parmi les favoris. Il poursuit la compétition chez les amateurs en 2023. Toujours sous les couleurs d'Aix-en-Provence, il se classe cinquième du Tour de Moselle, tout en ayant remporté une étape. Il finit également deuxième de l'Essor Breton, troisième du Tour de la Province de Bielle, quatrième du Grand Prix de Saint-Étienne Loire, cinquième du Tour d'Estrémadure, neuvième de l'Estivale Bretonne ou encore dixième du Tour du Pays Roannais. 
Il passe finalement professionnel en 2024 au sein de l'équipe continentale Saint Michel-Mavic-Auber 93.

## Palmarès
- 2018
  - 3e étape du Tour Causse Aigoual Cévennes
- 2022
  -  Champion de France sur route espoirs
- 2023
  - 5e épreuve des Boucles du Haut-Var (contre-la-montre par équipes)
  - 1re étape du Tour de Moselle
  - 2e de l'Essor Breton
  - 3e du Tour de la Province de Bielle
- 2025
  - 2e de la Classica Camp de Morvedre

## Classements mondiaux
| Année                                 | 2022 | 2023 | 2024 |
| ------------------------------------- | ---- | ---- | ---- |
| Classement mondial                    | 984e | nc   | 735e |
| UCI Europe Tour                       | 717e | nc   | nc   |
|                                       |      |      |      |
| Légende : nc = non classéSource : UCI |      |      |      |